# Edmond-Adolphe Rudaux
Edmond-Adolphe Rudaux né à Verdun le 10 février 1840 et mort le 25 juin 1908 à Donville-les-Bains, est un peintre, illustrateur et graveur français.
Connu pour ses représentations d'enfants à la plage, il est le père de l'astronome Lucien Rudaux (1874-1947) et du peintre Henri Rudaux (1870-1927).

## Biographie
Edmond-Adolphe Rudaux est né à Verdun le 10 février 1840.
Il est d'abord élève du peintre de fleurs Victor Leclaire (1830-1885) et d'Eugène Lavieille. Il habite à cette époque au 54, rue de La Rochefoucauld à Paris. Il expose pour la première fois au Salon en 1863 deux natures mortes. 
L'année suivante, il envoie au Salon une première scène de genre. Il épouse Marie-Louise Libert en 1864, dont il aura deux enfants. Puis il fréquente en voisin l'atelier de Gustave Boulanger (1867). Il produit alors des scènes de chasse et de pêche. 
En 1870, il présente au Salon une aquarelle, La Petite Curieuse, un projet d'éventail : c'est le début d'une longue série consacrée à la jeunesse et à l'enfance, thème qui marquera désormais une grande partie de son travail. Ses scènes vont vite devenir à la mode et sont copiées de son vivant, comme par exemple sa toile Le Péage (1868), scène champêtre et galante, qui, selon Henri Beraldi, a été reproduite « un nombre incalculable de fois » sous la forme de gravure typo, chromos, carte de vœux, etc..
Vers 1873, il s'installe avec sa famille à Saint-Pierre-lès-Elbeuf (Seine-Maritime). Il découvre les plages de Veules-les-Roses. Le jeune peintre Émile-Louis Minet lui rend visite pour des conseils. Dans les années 1880, il part vivre à Donville-les-Bains où il fait bâtir une maison appelée « Les Gerbettes ». Dans le jardin, il commande un petit observatoire, inauguré le 27 mars 1894, que son jeune fils Lucien utilise et qui déterminera sa vocation. 

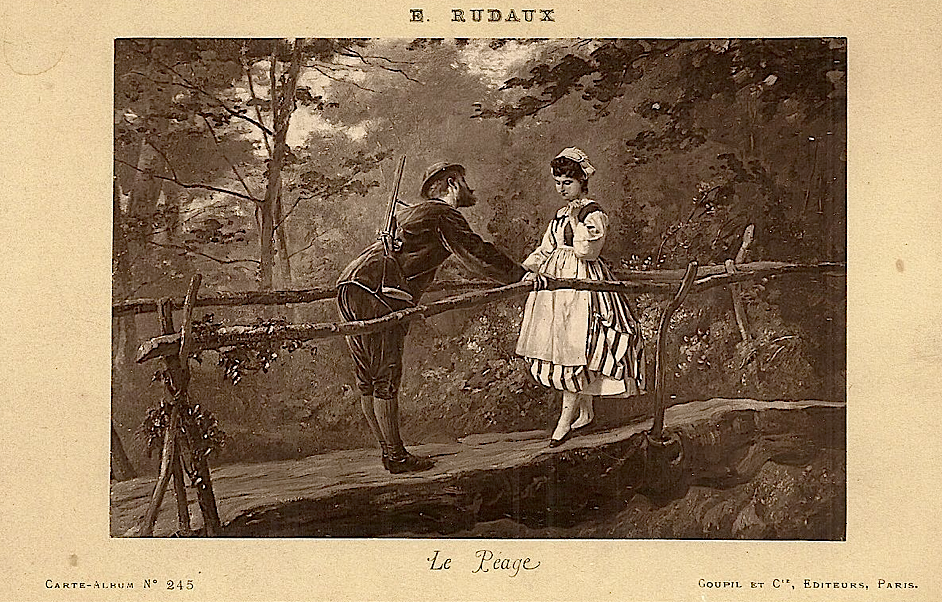
Le Péage, chromolithographie d'après Edmond-Adolphe Rudaux par Goupil & Cie (1870).

Il poursuit son travail de peintre en s'inspirant de la région autour de Granville.
Illustrateur d'ouvrages de bibliophilie et travaillant pour les publications d'Alfred Mame destinées à la jeunesse, il ne se contente pas de dessiner, il grave également. On estime sa production à plus de 200 eaux-fortes, publiées entre autres chez Cadart dans L'Eau-forte en (quatre pièces, 1874-1881) et chez Conquet (Paris), dont une remarquable suite pour les Nouveaux contes à Ninon (1882) d'Émile Zola.
Il meurt le 25 juin 1908, chez lui, à Donville-les-Bains.

## Œuvres dans les collections publiques
États-Unis

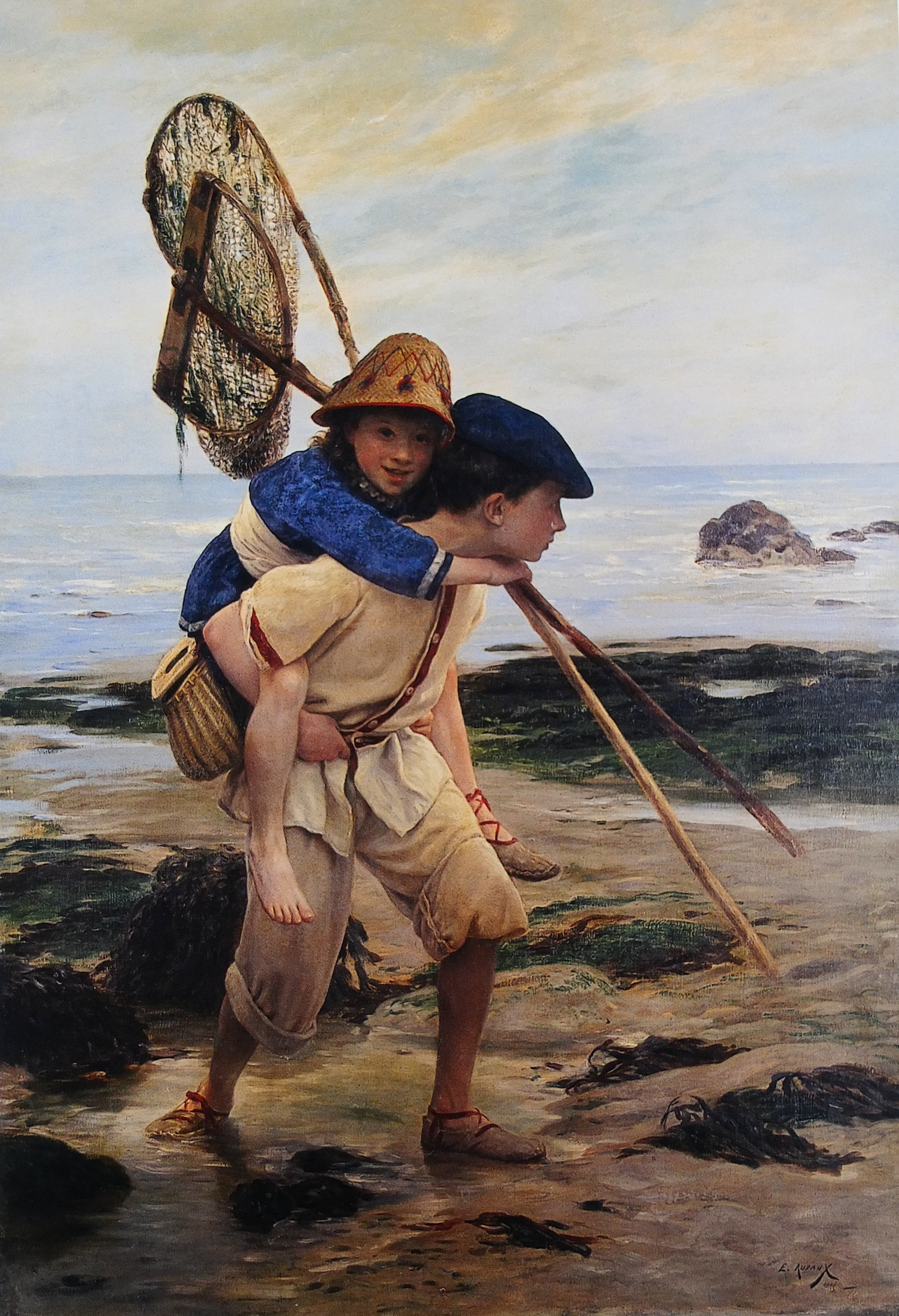
Le Grand Frère (1880), musée d'Art et d'Histoire de Granville.

- San Francisco, musée des Beaux-Arts : gravures.

France
- Donville, mairie : huiles sur toile.
- Granville, musée d'Art et d'Histoire : Le Grand Frère, 1880, huile sur toile.
- Gray, musée Baron-Martin : Le Bouquet de violettes, huile sur bois, 26 × 18 cm.
- Paris, Bibliothèque nationale de France : gravures.

## Ouvrages illustrés
- Jean Aicard, La Chanson de l'enfant, 128 compositions de Rudaux et Timoléon Lobrichon gravées par L. Rousseau, Paris, G. Chamerot, 1884.
- André Theuriet, Les œillets de Kerlaz, quatre eaux-fortes de Rudaux, huit en-têtes et culs-de-lampe d'Hector Giacomelli gravés par T. de Mare, Paris, L. Conquet, 1885.
- Gérard de Nerval, Sylvie, 42 compositions dessinées et gravées à l'eau-forte, Paris, L. Conquet, 1886.
- Émile Zola, Nouveaux contes à Ninon, 31 eaux-fortes, 2 tomes, Paris, L. Conquet, 1886.
- George Sand, La Mare au diable, 17 illustrations composées et gravées, Paris, Maison Quantin, 1889.
- Ferdinand Fabre, L'Abbé Tigrane, Paris, Conquet, 1890.
- Pierre Loti, Pêcheur d'Islande, Paris, Calmann-Lévy, 1893.
- Maurice Taconet, Par les sentiers. Contes et souvenirs, compositions de Rudaux et Charles Léandre, Paris, Rouquette, 1894.
- Paul Lacroix dit le Bibliophile Jacob, Ma République, Paris, L. Carteret, 1902.
- Gustave Flaubert, Un cœur simple, dessins, Paris, Aux dépens de la Société normande du livre, 1903.